# Jaroslav Pospíšil
Jaroslav Pospíšil (? – ?) Európa-bajnok és Európa-bajnoki ezüstérmes csehszlovák jégkorongozó kapus.
Részt vett az 1922-es jégkorong-Európa-bajnokságon, ahol Európa-bajnok lett a csehszlovák válogatottal. Az 1926-os jégkorong-Európa-bajnokságon ezüstérmet nyert. Utoljára jégkorong-Európa-bajnokságon az 1927-esen játszott és nem nyert érmet. Játszott az 1930-as jégkorong-világbajnokságon is, ahol a 8. lett.
Klubcsapata a HC Slavia Praha volt.